# Universidad Politécnica de Tlaxcala
La Universidad Politécnica de Tlaxcala (UPTx) es una institución pública de educación superior localizada en el estado de Tlaxcala, México. Desde su fundación en 2004, la UPTx se ha distinguido por ofrecer una formación integral, combinando una sólida base teórica con la práctica profesional y el desarrollo de habilidades tecnológicas y humanas. La universidad imparte programas de licenciatura, maestría y doctorado, con un fuerte compromiso hacia la innovación, la investigación y el desarrollo sostenible. Además, mantiene una estrecha vinculación con los sectores productivos y sociales tanto de la región como del país, buscando formar líderes que contribuyan al desarrollo económico y social de México mediante un modelo educativo que fomenta la creatividad, el pensamiento crítico y la ética profesional.
La oferta educativa de la UPTx incluye programas de licenciatura en Ingeniería en Financiera, Ingeniería en Biotecnología, Ingeniería Química, Ingeniería en Tecnologías de la Información, Ingeniería en Sistemas Automotrices, Ingeniería Mecatrónica e Ingeniería Industrial. Además, la universidad ofrece programas de maestría y doctorado en diversas áreas del conocimiento.

## Oferta Educativa

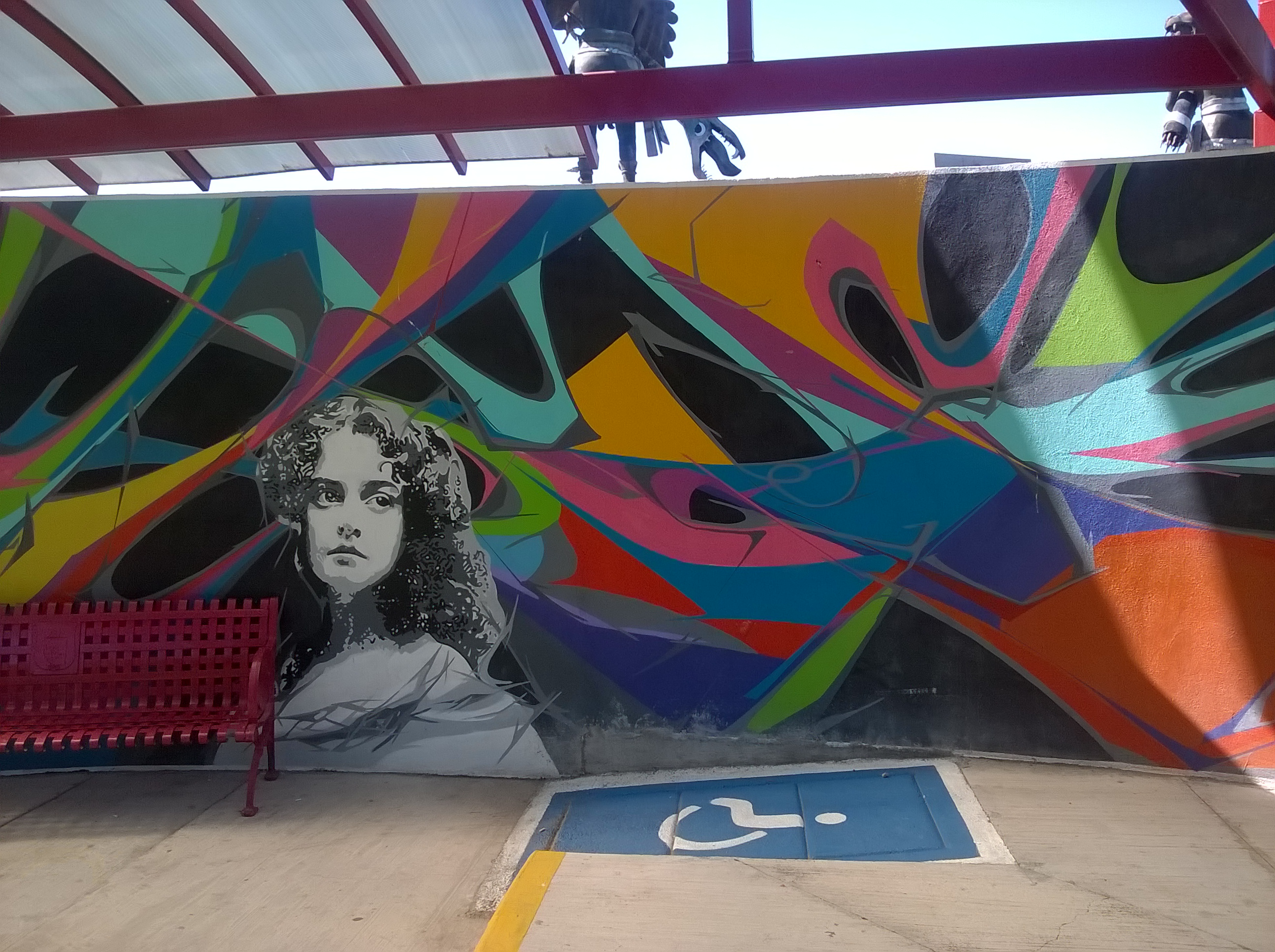
Mural en la Universidad Politécnica de Tlaxcala

### Carreras a nivel Ingeniería
- Mecatrónica
- Financiera
- Química
- Industrial
- Biotecnología
- Tecnologías de la Información
- Sistemas Automotrices

### Maestrías

#### Tecnologías de la Información
- Tecnologías Móviles
- Aprendizaje computacional Aplicado
- Ingeniería de Software

#### Ingeniería Administrativa
- Gestión Organizacional
- Emprendimiento

#### Manufactura Avanzada
- Gestión Integral de Sistemas de Manufactura
- Productividad e Innovación de Procesos Industriales

#### Automatización y Control
- Procesamiento Digital de Señales e Imágenes
- Diseño, Automatización y Control de Sistemas Mecatronicos

#### Biotecnología
- Biotecnología Ambiental
- Biotecnología Agroalimentaria
- Biotecnología de Fermentaciones Industriales

#### Química
- Optimización de Procesos Químicos
- Ingeniería Ambiental

## Rectores
- Narciso Xicohténcatl Rojas (2004-2018)[5]
- Enrique Padilla Sánchez (2018- 2023)[6][5]
- Marco Antonio Castillo Hernández (Marzo 2023)
- Rosalía Nalleli Pérez Estrada (Julio 2023-presente)[7]